# Hans Kockelmans
De componist Hans Kockelmans studeerde elektronische muziek, gitaar en barokluit. Pionier op het gebied van de granulaire klanksynthese. Zijn werken, akoestisch zowel als elektronisch zijn vaak gebaseerd op middeleeuwse thema's. Daarmee probeert hij een verbinding te maken tussen traditionele en eigentijdse muziek. Een belangrijk element in zijn elektronische muziek is het verwerken van de akoestiek van zowel bestaande als niet bestaande ruimtes.